# Scopula tripolitana
Scopula tripolitana là một loài bướm đêm trong họ Geometridae.